# Giovanni Ruiz de Villoslada
Giovanni Ruiz di Villoslada, o Juan (Torrecilla en Cameros, 1545 – Catania, 6 ottobre 1607), è stato un vescovo cattolico italiano.

## Biografia
Nacque nel 1545 a Torrecilla de los Cameros, in diocesi di Calahorra.
Dopo aver ottenuto il baccellierato in diritto canonico a Salamanca, si trasferì a Roma, dove conseguì la laurea il 23 maggio 1600 nemine discrepante. Ricevette l'ordinazione sacerdotale a Tivoli, il 21 gennaio 1601. Era decano nel capitolo di Calahorra.
Filippo III lo presentò alla sede vescovile di Catania, rimasta vacante dopo la dipartita di Giovanni Domenico Rebiba.
Fu nominato vescovo il 5 dicembre 1605 da papa Paolo V. Durante la carestia che afflisse Catania nel breve periodo del suo governo pastorale, si segnalò per la sua carità che lo indusse a vendere anche l'argenteria dell'episcopio per aiutare i poveri.
Morì il 6 ottobre 1607.